# Silas Rondeau
Silas Rondeau Cavalcante Silva (Barra do Corda, Maranhão 15 de diciembre de 1952) es un ingeniero eléctrico y político brasileño, miembro del Partido del Movimiento Democrático Brasileño  (PMDB). Fue Ministro de Minas y Energía de Brasil en el gobierno del Presidente Lula.
Estudió Ingeniería Eléctrica en la Universidad Federal de Pernambuco (UFPE), con especialización en ingeniería de líneas de transmisión en la Universidad Federal de Río de Janeiro (UFRJ).
En julio del año 2005 asumió el Ministerio de Minas y Energía.

## Denuncias y renuncia
El 22 de mayo de 2007, renunció por las denuncias de corrupción en proyectos de obras públicas.  De acuerdo a la BBC, la policía sospechó que Rondeau recibió más de $ 100 000 reales de una compañía de construcción que ganó un contrato para proveer energía en áreas rurales de Brasil. Aunque, el ministro de justicia Tarso Genro dijo que no hubo pruebas directamente relacionadas de este escándalo con Rondeau.
Rondeau señaló, en su carta de renuncia, que cree que fue "correcto lo hecho" y negó cualquier involucramiento.